# 上海市莘庄工业区
上海市莘庄工业区，或称上海市莘庄工业园区，为上海市的市级开发区之一。亦是闵行区下辖的一个类似乡级单位，由上海市莘庄工业区管理委员会管理。
工业区成立于1995年8月。析置自颛桥镇，与莘庄镇西南部隔春申塘相邻。2021年4月24日，由莘庄工业区管委会主办的首届2021年莘庄工业区企业运动会開幕。

## 行政区划
莘庄工业区下辖以下居委会（社区）：
申莘新村第一社区、春辉新村社区、申莘新村第二社区、申莘新村第三社区、新源路第一社区、南郊别墅社区、鑫峰苑社区、正峰苑社区和天恒名城社区。